# Casal Vasco
Casal Vasco ist ein kleines Dorf in Portugal. Es gehört zum Kreis Fornos de Algodres, Distrikt Guarda. Es befindet sich ebenfalls in der antiken Region Beira Alta. Es hat eine Fläche von 6,7 km² und 218 Einwohner (Stand 19. April 2021), es leben durchschnittlich 32,4 Einwohner pro km². Es umfasst die Lage der Quinta das Moitas und Ramirão.
Casal Vasco liegt versteckt an der linken Seite der Serra da Estrela, des höchsten Bergs von Portugal.
Die Gemeinde Fornos de Algodres ist fünf Kilometer entfernt. Die Städte Viseu und Guarda liegen 35 Kilometer von Vasco Casal entfernt. Der Mondego fließt in fünf Kilometer Entfernung am Dorf vorbei.
Es ist unbekannt, wann Casal Vasco gegründet wurde, aber die erste Erwähnung des Dorfes findet sich in einer Liste der portugiesischen Dörfer aus dem Jahre 1527. Casal Vasco ist landwirtschaftlich geprägt.
Casal Vasco hat ein reiches Erbe, das Folgendes umfasst:
- die Kirche Santo António aus dem 18. Jahrhundert
- vier Kapellen: Senhora dos Loureiro (16. Jh.), Senhora da Encarnação (15. Jh.), Senhora da Graça (18. Jh.) und São Sebastião (16. Jh.);
- Römisches Grab aus Stein: ab dem 1. Jahrhundert.;
- anthropomorphe Gräber, zwischen dem 7. und 12. Jahrhundert
- zwei Herrenhäuser aus dem 15. Jahrhundert

Casal Vasco hat auch eine reiche Tradition an Legenden, Theater, traditionellen Spielen, Gastronomie und Handwerk.